# 松修康
松 修康（まつ のぶやす、1976年7月23日 - ）は、神奈川県横浜市出身の元プロ野球選手（投手）。

## 来歴・人物
宇都宮学園高校（現：文星芸術大学附属高校）から東北福祉大学へ進み、4年時は大学選手権ベスト8、秋はリーグ戦最優秀選手、ベストナインで明治神宮大会では準決勝で矢野英司（法大）と投げ合って完投勝利すると準優勝。リーグ通算13勝。
1998年のドラフト2位（逆指名）で福岡ダイエーホークスに入団。
3年目となる2001年に背番号を18から、斉藤貢がチームを退団（日本ハムファイターズに移籍）したことで空き番となった12に変更した。これは、ダイエーで18を背負った選手がいずれもトレードに出されたという事実があったこと、および入団当初に松の弱点であったメンタル面について相談に乗ってくれた斉藤の背番号を受け継ぎたいとの希望で変更されたと言われている。
同年6月10日のオリックス・ブルーウェーブ戦でプロ初先発・初勝利。この年はこれを含む5試合に先発した。その後、成績が低迷するが2004年にはリリーフ専念しフォームもサイドスロー気味に変え、左の中継ぎとして自己最多の40試合に登板。2005年には一軍登板がなく戦力外通告を受け、現役を引退。
2006年から2007年まで横浜ベイスターズの打撃投手。2008年から2012年まで北海道日本ハムファイターズの打撃投手。北京オリンピック野球日本代表や2009 ワールド・ベースボール・クラシック日本代表の打撃投手も務めた。
現在は白寿生科学研究所にて医療機器販売業に従事。

## 詳細情報

### 年度別投手成績
| 年 度     | 球 団     | 登 板 | 先 発 | 完 投 | 完 封 | 無 四 球 | 勝 利 | 敗 戦 | セ 丨 ブ | ホ 丨 ル ド | 勝 率 | 打 者 | 投 球 回 | 被 安 打 | 被 本 塁 打 | 与 四 球 | 敬 遠 | 与 死 球 | 奪 三 振 | 暴 投 | ボ 丨 ク | 失 点 | 自 責 点 | 防 御 率 | W H I P |
| --------- | --------- | ----- | ----- | ----- | ----- | -------- | ----- | ----- | -------- | ----------- | ----- | ----- | -------- | -------- | ----------- | -------- | ----- | -------- | -------- | ----- | -------- | ----- | -------- | -------- | ------- |
| 2000      | ダイエー  | 3     | 0     | 0     | 0     | 0        | 0     | 0     | 0        | --          | ----  | 8     | 2.1      | 1        | 0           | 1        | 0     | 0        | 1        | 0     | 0        | 1     | 1        | 3.86     | 0.86    |
| 2001      | ダイエー  | 9     | 5     | 0     | 0     | 0        | 1     | 3     | 0        | --          | .250  | 132   | 27.2     | 31       | 4           | 18       | 0     | 0        | 24       | 0     | 0        | 19    | 16       | 5.20     | 1.77    |
| 2002      | ダイエー  | 7     | 0     | 0     | 0     | 0        | 0     | 1     | 0        | --          | .000  | 50    | 12.1     | 11       | 2           | 3        | 0     | 1        | 4        | 1     | 0        | 7     | 7        | 5.11     | 1.14    |
| 2004      | ダイエー  | 40    | 0     | 0     | 0     | 0        | 0     | 1     | 0        | --          | .000  | 129   | 28.0     | 34       | 3           | 11       | 1     | 3        | 18       | 0     | 0        | 16    | 15       | 4.82     | 1.61    |
| 通算：4年 | 通算：4年 | 59    | 5     | 0     | 0     | 0        | 1     | 5     | 0        | --          | .167  | 319   | 70.1     | 77       | 9           | 33       | 1     | 4        | 47       | 1     | 0        | 43    | 39       | 4.99     | 1.56    |

### 記録
- 初登板：2000年10月8日、対オリックス・ブルーウェーブ25回戦（グリーンスタジアム神戸）、8回裏2死から2番手で救援登板・完了、1/3回無失点
- 初奪三振：2000年10月10日、対オリックス・ブルーウェーブ26回戦（グリーンスタジアム神戸）、6回裏に五十嵐章人から
- 初先発・初勝利：2001年6月10日、対オリックス・ブルーウェーブ12回戦（グリーンスタジアム神戸）、6回1/3を1失点

### 背番号
- 18 （1999年 - 2000年）
- 12 （2001年 - 2005年）
- 107（2006年 - 2007年）